# Caesar II
Caesar II släpptes 1995 och är det andra spelet i Caesar. Spelet är ett strategispel som utspelar sig i Romerska riket, och utvecklades av Impressions Games 

## Handling
Spelaren börjar med en provins och man skall bygga upp en stad och dess ekonomi och handel, samt sammanlänka byarna. Senare får man även försvara sig mot fiender. Slutligen får man ta sig an andra provinser.